# 9236 Obermair
9236 Obermair (1997 EV32) là một tiểu hành tinh vành đai chính được phát hiện ngày 12 tháng 3 năm 1997, bởi E. Meyer ở Linz.